# Дунін-Вольські
Ду́нін-Во́льські́ (пол. Dunin Wolski, Dunin Wolscy) — польський шляхетський рід гербу Лебідь. Гілка роду Дуніних. Походили із села Воля Скарбова в Радомському повіті Сандомирського воєводства. Виводяться від Андрія, каштеляна Брест-Куявського (1410). Також — Дуніни-Вольські, Вольські гербу Лебідь.

## Представники
- Павел Дунін-Вольський (1487—1546) — каштелян сохачевський (1532—1542) і радомський (1542—1544), підканцлер (1537—1539) і великий канцлер коронний (1539—1544); єпископ і ординарій познанський (1544–1546).
- Петро Дунін-Вольський (1530—1590) — великий канцлер коронний (1576—1578), єпископ плоцький (1577—1590).